# Gymnosporangium confusum

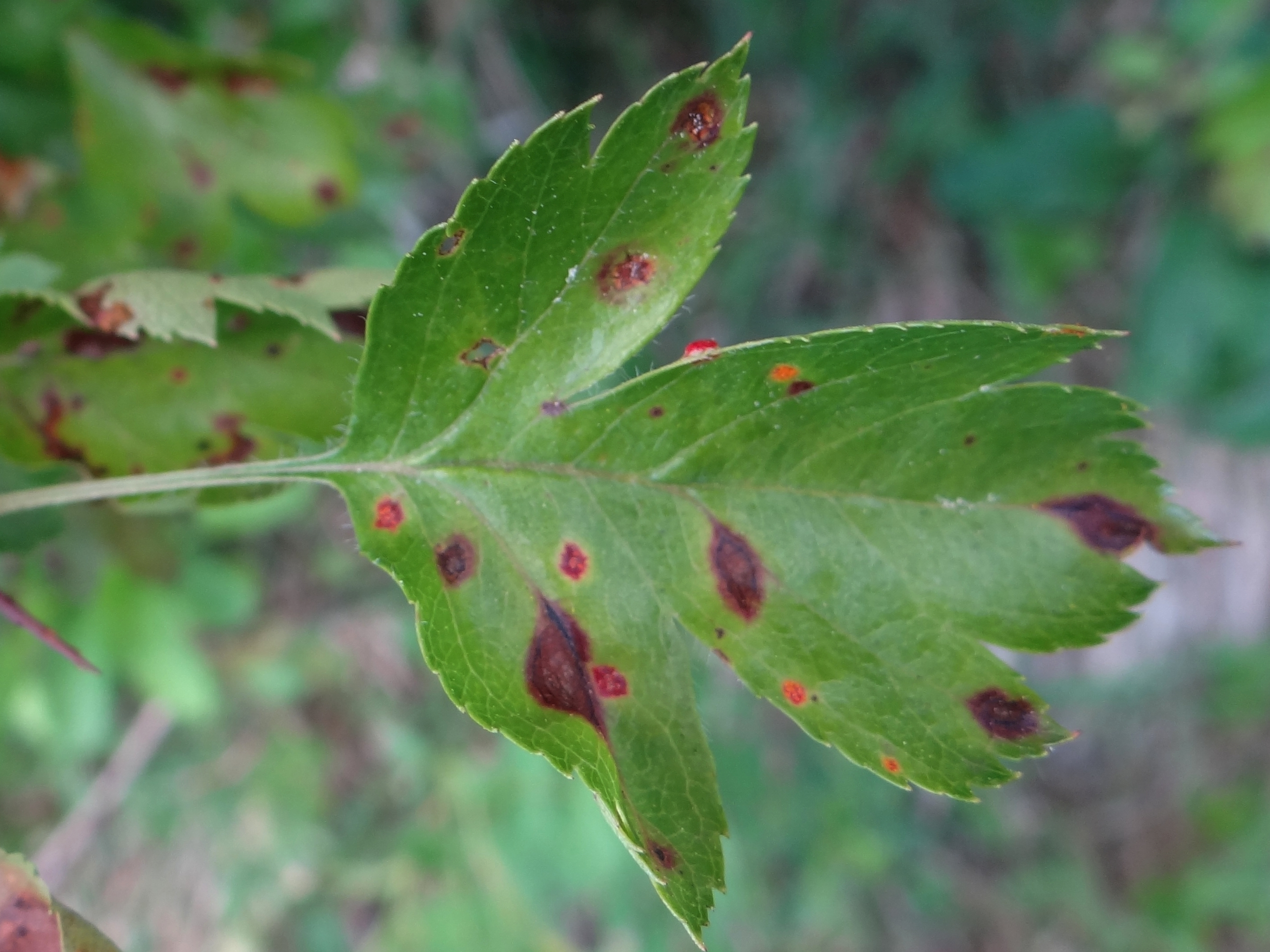
Plamy z pyknidiami na górnej stronie liścia głogu

Gymnosporangium confusum Plowr. – gatunek grzybów z rodziny rdzowatych (Pucciniaceae). Grzyb mikroskopijny, pasożyt niektórych gatunków roślin z rodziny różowatych: głogu, irgi, jarząbu, nieszpułki, pigwy i pigwowca.

## Systematyka i nazewnictwo
Pozycja w klasyfikacji według Index Fungorum: Gymnosporangium, Pucciniaceae, Pucciniales, Incertae sedis, Pucciniomycetes, Pucciniomycotina, Basidiomycota, Fungi.
Niektóre synonimy:

- Aecidium cydoniae Lenorm. 1830
- Gymnosporangium oxycedri Bres. 1903
- Gymnosporangium tauricum Erikss. 1919
- Roestelia cydoniae (Lenorm.) Thüm. 1888

## Rozwój
Jest to pasożyt dwudomowy, czyli taki, który dla pełnego cyklu rozwojowego potrzebuje dwóch gatunków roślin żywicielskich: część rozwoju odbywa na niektórych gatunkach roślin z rodziny różowatych, a część na różnych gatunkach jałowców (zarówno na jałowcu sabińskim, jak i jałowcach z grupy Oxycedra). Na roślinach z rodziny różowatych tworzą się ecja i pyknidia, na jałowcach telia. Jest to więc rdza niepełnocyklowa.
Zimuje w postaci grzybni na pędach jałowca. Wiosną na jałowcu z grzybni rozwijają się telia wytwarzające teliospory. Wiosną kiełkują  tworząc podstawki. Na podstawkach wytwarzane są drogą płciową bazydiospory, dokonujące infekcji na liściach roślin. W miejscach, w których bazydiospory wniknęły do liści jarzębiny, powstają pomarańczowoczerwone plamy z czarnymi punkcikami – są to pyknidia. Oprócz tego powstają ecja wytwarzające bezpłciowo zarodniki zwane ecjosporami. Rozwój ecjów trwa około 4 miesięcy. Jesienią przenoszone przez wiatr ecjospory infekują pędy jałowca i w następnym roku po infekcji rozwijają się w nich teliospory.

## Morfologia
Pyknidia powstają pod skórką na górnej stronie liści w obrębie barwnych plam, a także na kielichu kwiatów. Plamy na liściach, w miejscu rozwoju patogena mają barwę od jasnożółtej do cynamonowobrązowej (ciemnieją podczas rozwoju patogena). Ecja również pod skórką, w małych grupkach na dolnej stronie liści, pod plamami, a także na szypułkach, kielichu kwiatów i na owocach. W miejscu ich rozwoju powstają żółtawe nabrzmienia. Na nich rozwijają się białawe, cylindryczne ecja o wysokości 1–2 mm i szerokości 0,2–0,3 mm. Powstają w nich ecjospory o kształcie od kulistego do szerokojajowatego, czasami nieco kanciaste. Mają średnicę 18–27 μm, ścianę hialinową do cynamonowej, są drobno i gęsto pokryte brodawkami o grubości 2–3 μm. Posiadają 8–10 por rostkowych. Telia rozwijają się w obrębie wrzecionowatych nabrzmiałości na gałązkach i igłach jałowca. Mają kształt cylindryczny lub ściętych stożków o wysokości do 8 mm, średnicę 1–2 mm i kasztanową barwę (w stanie suchym rdzawą). Teliospory o dużej zmienności kształtu – od elipsoidalnych do cylindryczno-wrzecionowatych. Są 2–komórkowe, nieznacznie zwężone na przegrodzie, o zaokrąglonych lub stożkowych końcach i wymiarach  35–60 × 19–30 μm. Mają hialinową ścianę, barwę od hialinowej (bezbarwnej i przezroczystej) do cynamonowej, o grubości 0,5–2,5 μm. W każdej komórce 2 pory rostkowe.

## Występowanie i siedlisko
Jest szeroko rozprzestrzeniony w Europie i Azji (Indie, Iran, Liban, Pakistan, Turcja, ZSRR). Występuje także w Afryce (Algieria, Maroko, Tunezja) i Kalifornii w USA.
Rozwija się na głogu (Crataegus), pigwie pospolitej (Cydonia vulgaris), pigwowcu japońskim (Chaenomeles japonica), nieszpułce zwyczajnej(Mespilus germanica), irdze (Cotoneaster ) i jarząbie (Sorbus), a czasami słabo infekuje gruszę pospolitą (Pyrus communis). Szczególnie destruktywnie działa na pigwę.

## Gatunki podobne
W Polsce występuje 5 gatunków nagoci Gymnosporangium. Na liściach gruszy może występować nagoć sawinowa G. sabinae i nagoć goździeńcowata G. clavariiforme (żywicielem telialnym pierwszej jest jałowiec sabiński, drugiej jałowiec pospolity). Na liściach jarzębiny występuje nagoć rożkowata (G. cornutum) i nagoć trzęsakowata (G. tremelloides) (ta ostatnia także na jabłoniach).